# سيرجي ماتفيف
سيرجي ماتفيف (بالروسية: Матвеев, Сергей Васильевич)‏ هو لاعب كرة قدم ومدرب كرة قدم روسي في مركز الوسط، ولد في 25 أبريل 1972. لعب مع نادي ساتورن رامنسكوي.